# Grigorij Bojarinov
Grigorij Ivanovič Bojarinov (rusky Григорий Иванович Бояринов, 15. listopadu 1922, Sukromlja, RSFSR – 27. prosince 1979, Kábul, Afghánistán) byl plukovník KGB. Při invazi do Afghánistánu a boji o prezidentský palác byl zastřelen.

## Život
Narodil se do ruské rolnické rodiny žijící ve vesnici Sukromlja ve Smolenské oblasti. V roce 1939 vstoupil do Rudé armády, v červenci 1941 absolvoval vojenskou pěchotní školu ve Sverdlovsku. Poté bojoval na frontě, zprvu jako velitel minometné čety, od dubna 1942 v řadách pohraničního pluku lidového komisariátu vnitra. Později sloužil u diverzních oddílů vnitra. Po osvobození se Bojarinov stal náčelníkem štábu praporu pěchoty NKVD.
Po válce působil v pohraničním vojsku. Roku 1953 dokončil studium na Vojenském institutu MGB a zůstal zde učit. V roce 1959 absolvoval postgraduálně Vojenskou akademii M. V. Frunzeho a stal se kandidátem vojenských věd. Od roku 1961 vyučoval na Vysoké škole KGB F. E. Dzeržinského, od roku 1969 byl zde náčelníkem Kursů zdokonalování důstojnického sboru (KUOS).

## Smrt
V roce 1979 byl Bojarinov vybrán jako velitel skupiny speciálního určení („specnaz“) Zenit, organizované pro dobytí prezidentského paláce v afghánském Kábulu a zabití prezidenta Hafizulláha Amína. To měl být počátek sovětské okupace Afghánistánu. V konečném plánu operace velel dvěma skupinám Zenit a skupině Hrom a posilovým jednotkám (rota výsadkářů, prapor GRU) celkově ~660 mužů. Proti nim stálo ~300 mužů ochrany paláce a prezidenta.
Dne 27. prosince 1979 akce začala. Bojarinov se během ní pokusil přivolat do paláce posily a vyšel na terasu nad schodištěm. Ocitl se v křížové palbě, kulka ho zasáhla do neprůstřelné vesty a odrazila se do krku. Její původ není znám, mohla vyjít jak ze zbraně obránce paláce, tak útočících sovětských jednotek.
I přes tuto tragickou chybu se celá akce podařila, prezident Amín byl zastřelen. Bojarinovi byl udělen in memoriam Leninův řád, Řád rudého praporu a titul Hrdina Sovětského svazu. Byl pohřben v Moskvě.